# Polyptoton
Az ógörög eredetű polyptoton [< πολύπτωτον, vö. πολύπτωτος (poliptótosz) ’sok esetű’ < πολύ (poli) + πτῷσις (ptószisz) ’eset’], amely magyar átírásban poliptóton alakban jelenik meg, eredetileg a retorika szakszava, amelyet a stilisztika, majd a [[[nyelvtan]] is átvett. Olyan alakzatot nevez meg, amelyben szótő ismétlődik meg.
A polyptoton terminus viszonyban van a figura etymologica terminussal, de nincs egység a szakirodalomban azt illetően, hogy melyik milyen természetű összetevőkből álló szerkezeteket nevez meg. Egyes szerzők csak a polyptoton elnevezést használják úgy olyan szerkezetekre, amelyekben azonos tövű különböző szótári szavak társulnak, mint olyanokra, amelyekben egyazon szó különböző grammatikai toldalékokkal ellátott alakjai vannak együtt. Mások csak az utóbbi kategóriára korlátozzák a polyptoton szakszót. Egyes szerzők csak a figura etymologica terminust használják mindkét típusú szerkezetre. Olyan nézet is van, amely szerint a figura etymologica a polyptoton egyik különös esete. Olyan szerzők is vannak, akik használják úgy a „figura etymologica”, mint a „polyptoton” terminusokat, de egyes mások szerint polyptotonnak tekintett szerkezeteket a figura etymologicához sorolnak. Például Szathmári 2008 szerint Meghallgatni meghallgatjuk figura etymologica, bár egyazon szó két grammatikai alakjából áll. Megint mások a „figura etymologica” elnevezést közösnek tekintik a két típusra, „parigmenon”-nak nevezik az elsőt, és polyptotonnak a másodikat.
Abban a nézetben, amely szerint a polyptoton egyazon szótári szó különböző grammatikai alakjaiból tevődik össze, ezeket toldalékok fejezik ki attól függően, hogy milyen grammatikai kategóriákkal rendelkezik egyik vagy másik nyelv. Szó lehet esetről, számról, igeidőről, igemódról, igenévről, fokozásról stb.
A grammatika azért foglalkozik a polyptotonnal, mert többféle szerkezetként a hétköznapi nyelvhasználatban is megvan. Ebben a szószerkezet és az egyszerű mondat szintjére korlátozódik, és van vagy nincs erősítő szerepe, miközben irodalmi eszközként jelen lehet kiterjedtebb szintaktikai entitásban is, és mindig erősítési funkciójú.

## Polyptotonszerű szerkezetek a köznyelvben
Az egyik erősítő szerkezetben az összetevők birtokviszonyban állnak egymással, mint a שיר השירים (Shir ha-Shirim) ’Énekek éneke’ példában, amely tükörfordításként megvan a héber Biblia számos nyelvre való fordításaiban. Egyes grammatikákban „népies felsőfok”-nak nevezik. Példák:
(magyarul) szépek szépe, poklok pokla;
(románul) frumoasa frumoaselor (nőnem) ’szépek szépe’, prostul proștilor (hímnem) ’hülyék hülyéje’.
A magyar nyelvben egyéb erősítő polyptotonszerű szerkezetek is vannak.
Van egy, a középfokon alapuló határozós szerkezet, pl. szebbnél szebb.
Az ún. „kettős határozó” szerkezet cselekvés, történés vagy állapot fokozatosságát fejezi ki, pl. (magyarul) házról házra, óráról órára.
Egyes igéket megerősíthet a határozói igenév megfelelőjük, pl. kérve kér, várva vár.
Nem erősítést, hanem megengedést fejez ki egy olyan szerkezet, amelyet egyes grammatikák a tekintethatározók közé sorolnak:
- igenévvel kifejezett határozó:

(magyarul) főnévi igenévvel: Hallani hallom, de érteni nem értem;
(románul) supin-nak nevezett igenévvel: De citit, am citit ’Olvasni olvastam’;
- melléknévvel kifejezett határozó: (magyarul) Szépnek szép.[15]

## Irodalmi példák
Magyarul:
Szerelmes szép társát társul néki adá (Gyöngyösi István: Dédalus temploma);
Visel szive érted halálos rabságot, / Rabságból származott kinos forróságot, / Forrósága miatt nagy nyomorúságot (Gyöngyösi István: Florentina);
Ő e honért, e honnal s honnak él, (Arany János: A költő hazája);
Legyen most otthonabb az otthon, / Legyen most testvéribb a testvér (Turmezei Erzsébet: Közelebb, közelebb!).
Ha az ember sok ilyen emléket visz magával az életbe, akkor meg van mentve egész életére (Fjodor Mihajlovics Dosztojevszkij: A Karamazov testvérek. Makai Imre fordítása).
Más nyelvekben:
(angolul) Judge not, that ye be not judged ’Ne ítélj, hogy ne ítéltess’ (Máté evangéliuma);
(franciául) Et l’on sait tout chez moi, hors ce qu’il faut savoir szó szerint ’És mindent tudnak nálam, kivéve amit tudni kell’ (Molière);
(románul) Și ne-am iubit / Și-azi toată lumea știe / Că ne iubim... / Dar cât ne vom iubi / Nici noi nu știm, / Nici lumea nu va ști szó szerint ’És szerettük egymást / És ma mindenki tujda, / Hogy szeretjük egymást… / De meddig fogjuk szeretni egymást, / Mi sem tudjuk, / Az emberek se fogják tudni’ (Ion Minulescu).